# Cèl·lules HeLa

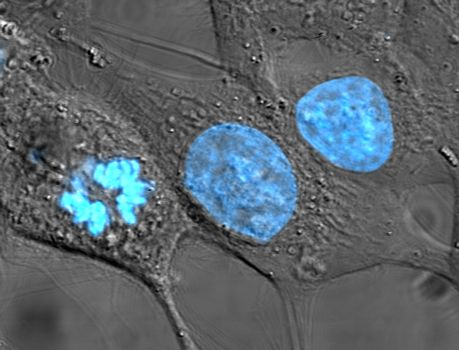
Cèl·lules HeLa en cultiu cel·lular tenyides amb Hoechst 33258

Les cèl·lules HeLa constitueixen un  llinatge de cèl·lules epitelials humanes procedents d'un carcinoma cervical, i les primeres cèl·lules humanes de les quals s'establí una línia cel·lular estable.

## Història
El 1951 es practicà una operació quirúrgica a la pacient Henrietta Lacks (d'aquí el nom), una dona afroamericana de 31 anys, a la qual extragueren cèl·lules d'un carcinoma de l'úter amb la intenció d'avaluar-ne la malignitat. La pacient morí 8 mesos després a causa del tumor. Les  cèl·lules del tumor cervical càncer de Lacks es van prendre sense el coneixement ni el consentiment de la pacient, una pràctica habitual en aquell moment.
El biòleg cel·lular George Otto Gey va trobar que es podrien mantenir vives i va crear la línia cel·lular. Anteriorment, les cèl·lules humanes cultivades tan sols sobrevivien alguns dies i els científics passaven més temps a provar de mantenir vives les cèl·lules que a menar recerques reals amb aquestes. Les cèl·lules del tumor de Lacks es comportaven diferentment. Com era costum, l'ajudant del laboratori de Gey, va etiquetar el cultiu com “HeLa”, les dues primeres lletres del nom i cognom de la pacient, i aquest esdevingué el nom de la línia cel·lular.

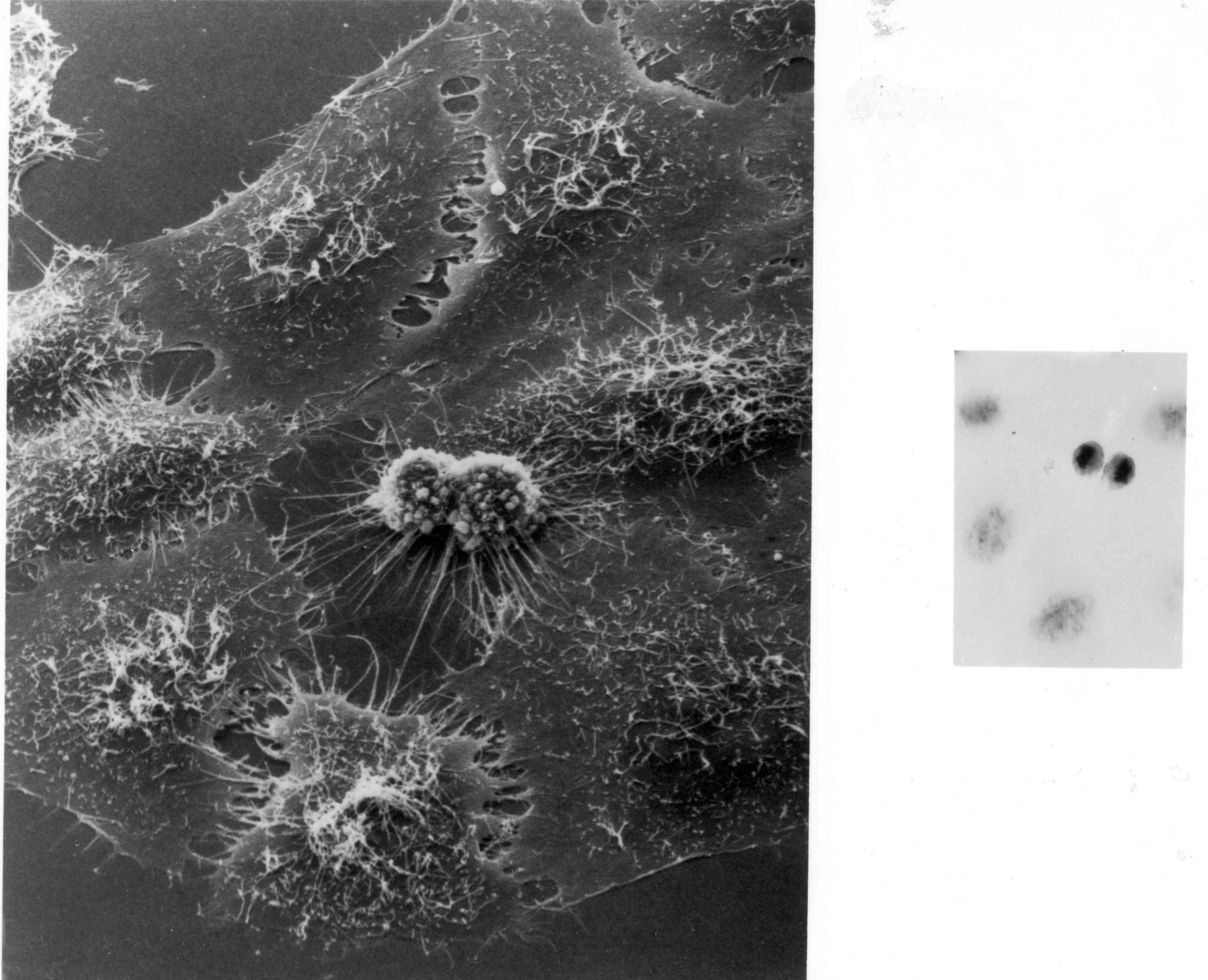
Cèl·lules HeLa en mitosi vistes al microscopi electrònic

 Aquestes van ser les primeres cèl·lules humanes cultivades en un laboratori, naturalment «immortals», el que significa que no moren després d'un nombre determinat de divisions cel·lulars (és a dir, senescència cel·lular). Aquestes cèl·lules es podrien utilitzar per a dur a terme una gran quantitat d'experiments mèdics al llarg d'un nombre molt elevat de divisions. Això va representar un gran avenç per a la recerca mèdica i biològica.
El creixement estable de les HeLa va permetre a Jonas Salk, un investigador de l'hospital de la Universitat de Minnesota feu créixer amb èxit el virus de la poliomielitis, per a crear un vaccí contra aquesta malaltia. El 1952, es disposava del vaccí contra la poliomielitis. Per a provar el nou vaccí de Salk, les cèl·lules es van entrar en producció massiva a la primera fàbrica de producció de cèl·lules.

## Ús
El 1953, les cèl·lules HeLa van ser les primeres cèl·lules humanes que es reeixí a clonar i la demanda de cèl·lules HeLa va créixer ràpidament en la indústria biomèdica naixent. D'ençà de les primeres rèpliques en massa de les cèl·lules, s'han estat utilitzant en diversos tipus de recerques, com en la recerca sobre malalties, cartografia de gens, efectes de substàncies tòxiques sobre els organismes i radiació en humans. Addicionalment, les cèl·lules HeLa s'han utilitzat per a provar la sensibilitat humana als cosmètics i a molts altres productes.
Aquelles cèl·lules són fàcils de cultivar i proliferaren tan fàcilment en cultius cel·lulars, que d'aleshores ençà començaren a ser utilitzades a gran escala en la recerca. És tan gran el cultiu de cèl·lules HeLa per part de laboratoris d'arreu del món, que la massa total de cèl·lules HeLa supera àmpliament la massa total que en el seu dia tingué el cos de Henrietta Lacks. El 2010 s'havien fet créixer prop de 50 milions de tones de cèl·lules HeLa, i hi havia gairebé 11.000 patents en què intervenien aquestes cèl·lules.

## Contaminacions
Les  línies de cèl·lules HeLa també són notòries per llur invasió d'altres cultius cel·lulars en l'ambient de laboratori. El 2009 es va estimar que les cèl·lules HeLa havien contaminat entre el 10 i el 20 per cent de totes les línies cel·lulars aleshores en ús.